# Ernst Rudolf von Trautvetter
Ernst Rudolf von Trautvetter (1809 — 1889) foi um botânico russo.